# Cuenca del río Biobío
La cuenca del río Biobío es el espacio natural comprendido por la cuenca hidrográfica del río Biobío. Este espacio coincide con el espacio administrativo homónimo definido en el inventario de cuencas de Chile con el número 083 que se extiende desde la divisoria de las aguas en la cordillera de los Andes hasta su desembocadura en el océano Pacífico. Se subdivide en 10 subcuencas y 71 subsubcuencas con un total de 23.861 km².
A partir de los años 70 se ha ampliado el concepto de cuenca hasta entender, ya en los primeros años del siglo XXI, una cuenca hidrográfica en lo que respecta a su definición espacial y funcional, como la unidad geopolítica y socioeconómica más apropiada y racional para el desarrollo integrado de los recursos de tierras y aguas asociados a la vegetación y en conjunto con los usuarios de nivel local y regional.: 17 

## Límites y relieve

Distribución de comunas alrededor de la cuenca del río Biobío. La línea verde es la división regional, la roja es la división comunal chilena o departamental argentina y la azul es la división de cuencas. En verde la cuenca del río Biobío.

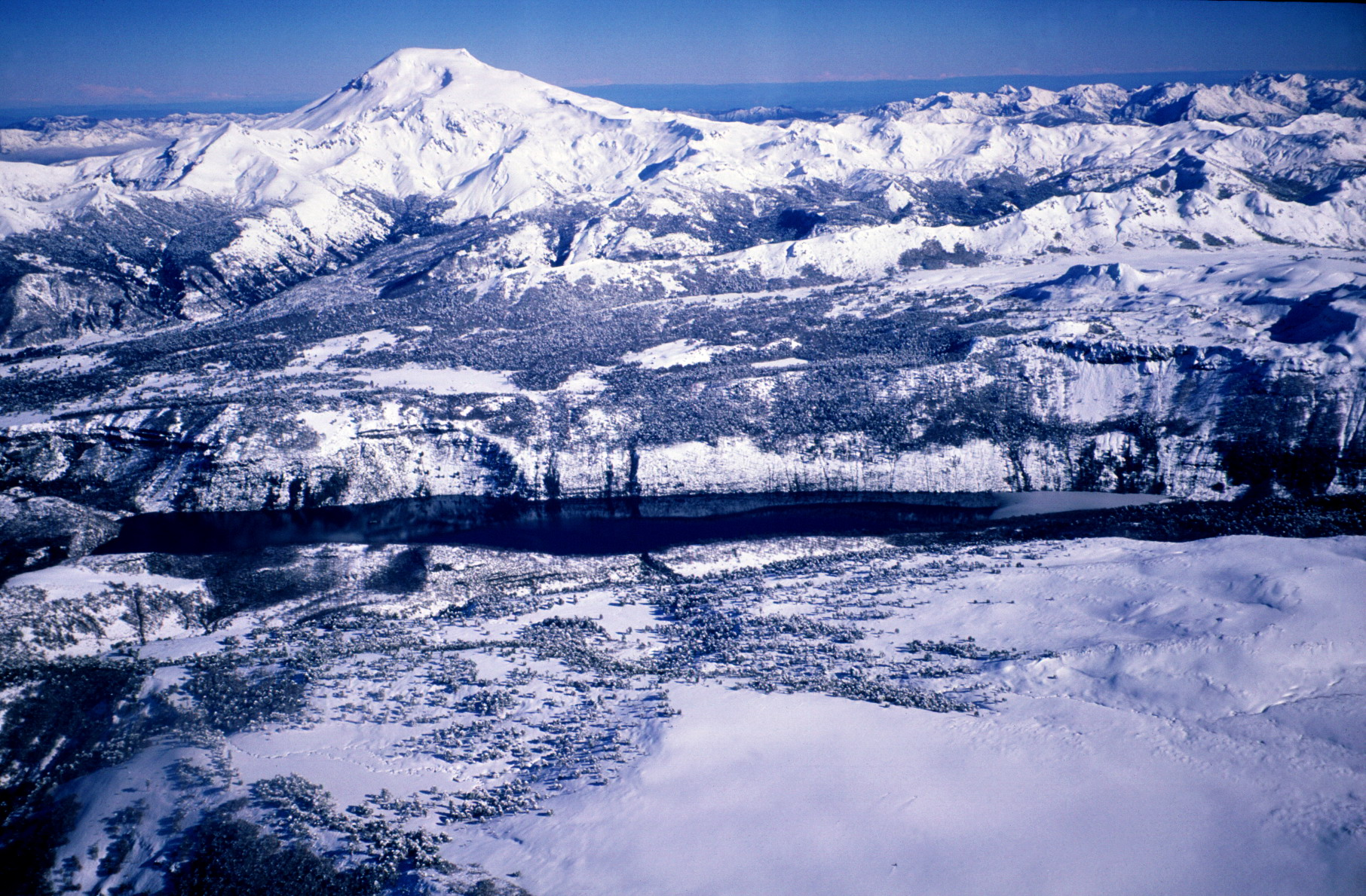
Volcan Callaqui y Laguna El Barco.

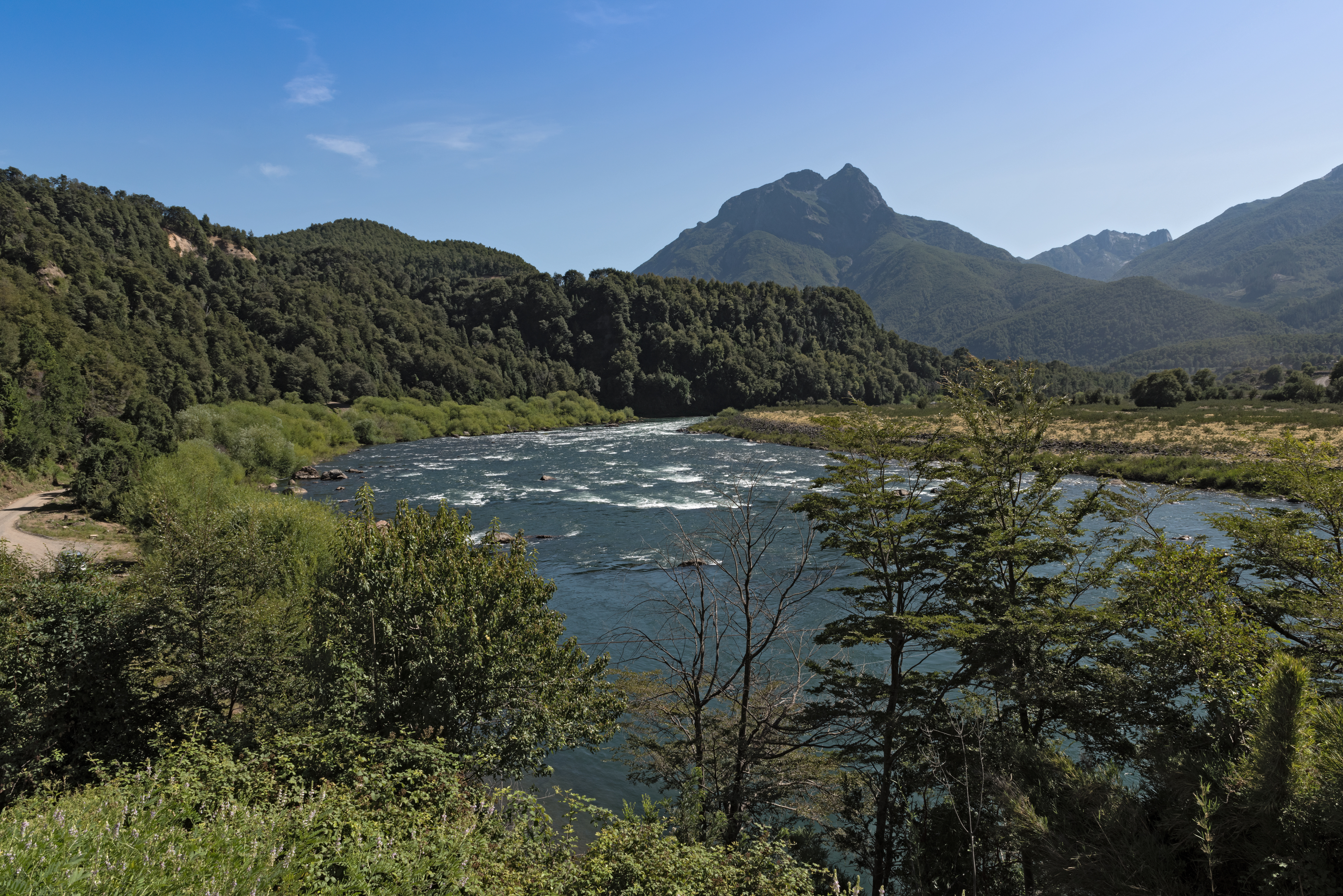
El Biobío cerca de Loncopangue.

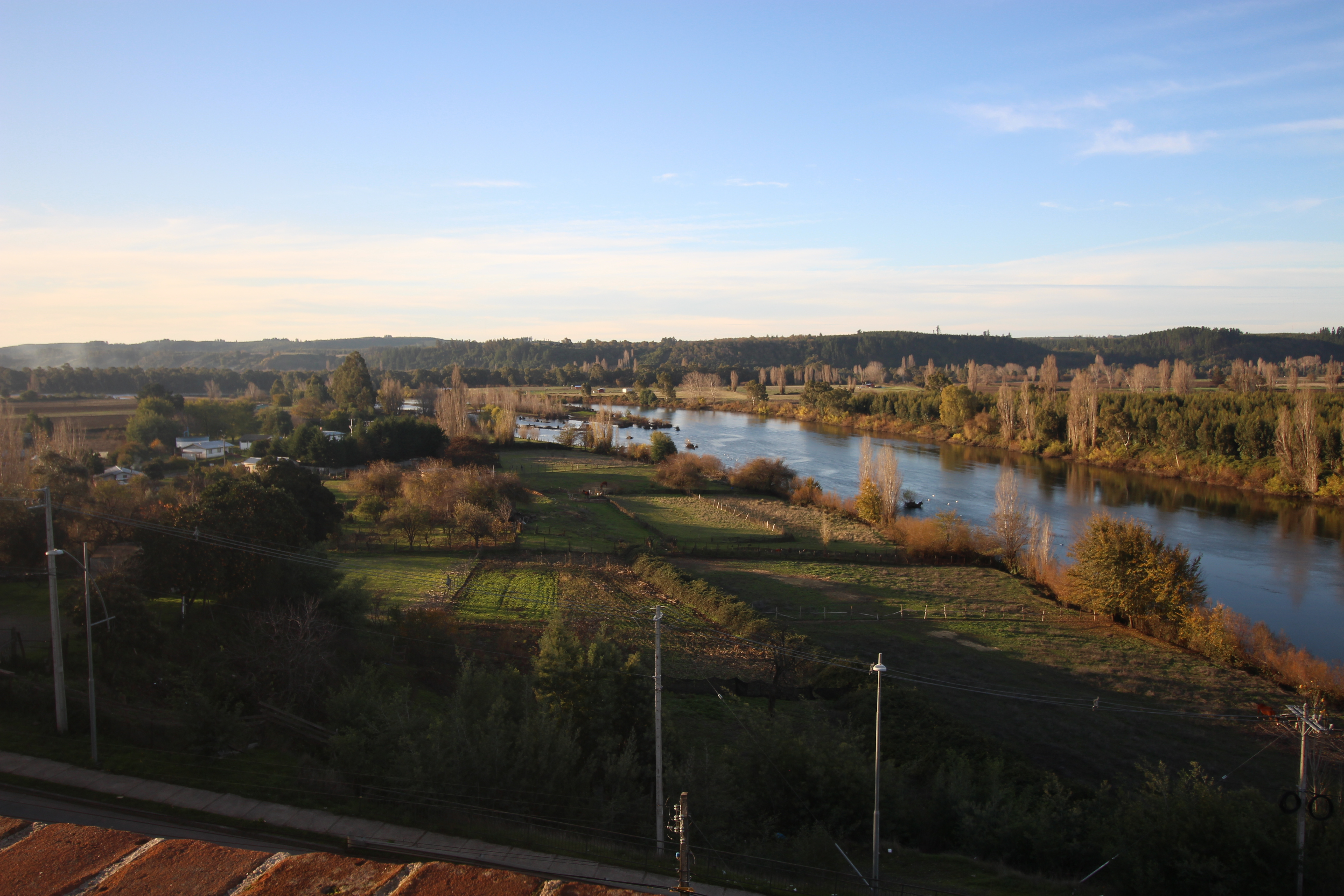
Vista desde el fuerte histórico hacia el río Vergara.

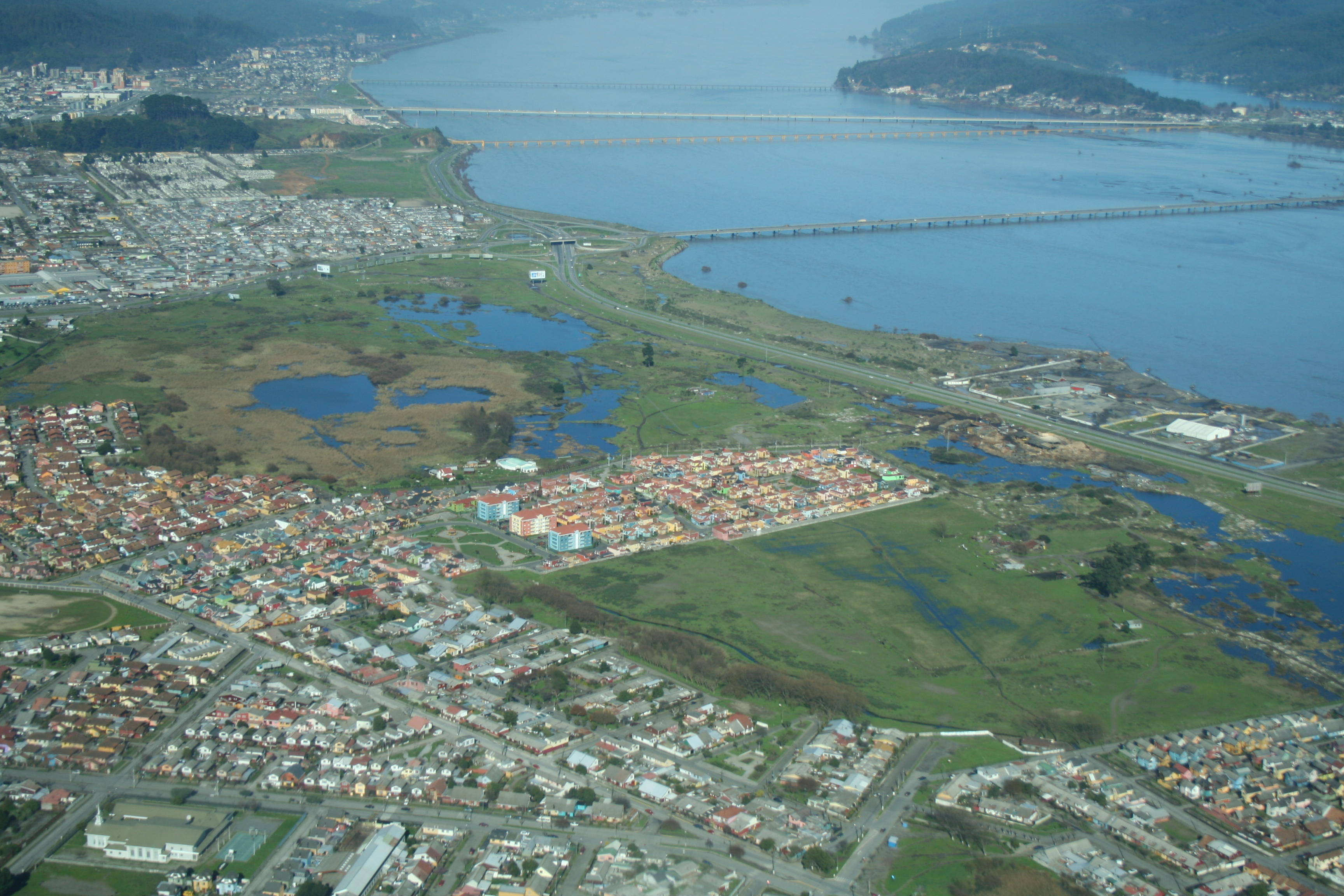
Hualpén, en la desembocadura. Existe una serie de lagunas en torno a la desembocadura del río Biobío que es una planicie costera.

Su desembocadura esta al norte de las últimas estribaciones de la cordillera de Nahuelbuta, y siguiendo el sentido de los punteros del reloj, limita al norte con la cuenca del río Andalién y la cuenca del río Itata, al oriente con los ríos transandinos Neuquén, Agrio y Aluminé, (formativos del río Negro (Argentina)), al sur con la cuenca del río Imperial y al oeste con las cuencas costeras del interfluvio Biobío-Imperial que desembocan en Chiguayante, Coronel o Laraquete, y más al sur, las cuencas de los ríos Tubul, Lebu, y Paicaví.
Sus extremos alcanzan las coordenadas geográficas 36°46'S, 38°50′S, 71°00′W y 73°10'W.: 423 

## Población y regiones
La cuenca comprende 30 comunas de la Región de Ñuble, Región del Biobío y de la Región de la Araucanía y alberga un total de 326 poblados, de las cuales 17 son ciudades y el resto lo conforman poblados con menor cantidad de habitantes y un número importante de 271 localidades rurales. Algunas de estas comunas se encuentran completamente dentro de la cuenca, como: Hualqui, Los Ángeles, Antuco, Quilleco, Santa Bárbara, Quilaco, Mulchén, Negrete,
Nacimiento, Laja, Yumbel, San Rosendo, Angol, Renaico, Collipulli y Ercilla. Otras, mantienen parte importante de su territorio y/o su población en la cuenca como: Concepción, Santa Juana, Cabrero, Traiguén y Talcahuano. También hay comunas que solo tienen una pequeña porción de su territorio dentro de los límites de la cuenca, como Florida, Coronel, Tucapel, Curacautín, Pinto, Yungay y Quillón.: 22 
Las comunas de mayor importancia en la cuenca, según el número de habitantes en la comuna, son las siguientes:
| Nombre        | Población comunal en 2002 | Cauces asociados         |
| ------------- | ------------------------- | ------------------------ |
| Concepción    | 216.061                   | Río Bío Bío              |
| Los Ángeles   | 166.556                   | Río Bío Bïo              |
| Angol         | 48.996                    | Río Vergara              |
| Mulchén       | 29.003                    | Río Mulchén, Río Bureo   |
| Nacimiento    | 25.971                    | Río Bío Bío, Río Vergara |
| Cabrero       | 25.282                    | Río Laja                 |
| Laja          | 22.404                    | Río Laja, Río Bío Bío    |
| Collipulli    | 22.354                    | Río Malleco              |
| Yumbel        | 20.498                    | Río Laja                 |
| Santa Bárbara | 19.970                    | Río Bío Bío              |
| Hualqui       | 18.768                    | Río Bío Bío              |
| Santa Juana   | 12.713                    | Río Bío Bío              |

## Subdivisiones
La Dirección General de Aguas subdivide o reúne las cuencas de Chile acorde a las necesidades de estudio y gestión. Existen dos inventarios que han logrado ser aceptados como principales, el inventario de cuencas del Banco Nacional de Aguas (BNA) de 1978, de mayor uso, y el inventario de cuencas del Departamento de Administración de Recursos Hídricos (DARH) de 2014 de mejor cartografía que ha obligado a redefinir algunos límites, a veces con cambios mayores, pero también por algunas redefiniciones del concepto de subcuenca.
Bajo el BNA el código del ítem es 083 y con el DARH es 0803.
La subdivisión del BNA es como sigue:
| Sub- cuenca | Subsub- cuenca | Aguas                                                                   | Área drenaje km² |
| ----------- | -------------- | ----------------------------------------------------------------------- | ---------------- |
| 0830        | 08300          | Río Bio-Bio Hasta Bajo Junta Río Rucañuco                               | 619              |
| 0830        | 08301          | Río Bio-Bio Entre Río Rucañuco y Río Pehuenco                           | 610              |
| 0830        | 08302          | Río Bio-Bio Entre Arriba Junta Río Pehuenco y Bajo Río Pichipehuenco    | 307              |
| 0830        | 08303          | Río Bio-Bio Entre Río Pichipehuenco y Río Lonquimay                     | 439              |
| 0830        | 08304          | Río Lonquimay                                                           | 464              |
| 0830        | 08305          | Río Rahue                                                               | 387              |
| 0830        | 08306          | Río Bio-Bio entre Río Lonquimay y Río Ranquil                           | 188              |
| 0830        | 08307          | Río Bio-Bio Entre Arriba Junta Río Ranquil y Río Lamin                  | 555              |
| 0830        | 08308          | Río Lamin                                                               | 747              |
| 0831        | 08310          | Río Lolco en junta Río Villacura                                        | 366              |
| 0831        | 08311          | Río Villucura                                                           | 290              |
| 0831        | 08312          | Río Bio-Bio Entre Río Ranquil y Bajo Junta Río Butaco                   | 409              |
| 0831        | 08313          | Río Bio-Bio entre Río Butaco y Río Queuco                               | 304              |
| 0831        | 08314          | Río Queuco hasta bajo junta Río Niremetun                               | 56               |
| 0831        | 08315          | Río Queuco entre Río Niremetun y Río Bio-Bio                            | 419              |
| 0831        | 08316          | Río Huequecura                                                          | 342              |
| 0831        | 08317          | Río Bio-Bio entre Río Queuco y Río Lirquen                              | 435              |
| 0831        | 08318          | Río Bio-Bio Entre Río Lirquen y Bajo Estero Pile (Calbuco)              | 327              |
| 0831        | 08319          | Río Bio-Bio Entre Estero Pile (Calbuco) y Río Duqueco                   | 167              |
| 0832        | 08320          | Río Duqueco Hasta Bajo Estero Paulin                                    | 326              |
| 0832        | 08321          | Río Duqueco Entre Estero Paulin y Bajo Estero Cañicura                  | 289              |
| 0832        | 08322          | Río Duqueco Entre Estero Cañicura y Bajo Río Quilleco                   | 283              |
| 0832        | 08323          | Río Duqueco Entre Estero Quilleco y Río Coreo                           | 572              |
| 0832        | 08324          | Río Duqueco entre bajo Río Coreo y Río Bio-Bio                          | 241              |
| 0833        | 08330          | Río Mulchén hasta junta Río Bureo                                       | 419              |
| 0833        | 08331          | Río Bureo Hasta Bajo Estero Pichibureo                                  | 319              |
| 0833        | 08332          | Río Bureo entre Río Pichibureo y Río Mulchén                            | 242              |
| 0833        | 08333          | Río Bureo entre Río Mulchén y Río Bio-Bio                               | 484              |
| 0833        | 08334          | Río Bio-Bio Entre Río Duqueco, Río Mulchén y Río Vergara                | 216              |
| 0834        | 08340          | Río Renaico hasta bajo junta Río Amargo                                 | 339              |
| 0834        | 08341          | Río Renaico Entre Río Amargo y Bajo Estero Luanrelun                    | 225              |
| 0834        | 08342          | Río Renaico entre Río Luanrelun y Río Mininco                           | 158              |
| 0834        | 08343          | Río Mininco                                                             | 568              |
| 0834        | 08344          | Río Renaico Entre Río Mininco y Río Vergara (Río Malleco)               | 218              |
| 0835        | 08350          | Río Malleco hasta bajo junta Río Niblinto                               | 238              |
| 0835        | 08351          | Río Malleco Entre Río Niblinto y Estero Cherquenco                      | 179              |
| 0835        | 08352          | Río Malleco Entre Bajo Estero Cherquenco y Río Rahue                    | 199              |
| 0835        | 08353          | Río Huequen                                                             | 524              |
| 0835        | 08354          | Río Rehue Hasta Bajo Estero Llollue                                     | 326              |
| 0835        | 08355          | Río Rehue Entre Estero Llollue y Estero Romulhueco                      | 367              |
| 0835        | 08356          | Río Rehue Entre Arriba Estero Romulhueco y Río Malleco                  | 254              |
| 0835        | 08357          | Río Ricoiquen                                                           | 218              |
| 0835        | 08358          | Río Malleco entre Río Rahue y Río Renaico                               | 301              |
| 0835        | 08359          | Río Vergara entre Río Renaico y Río Bio-Bio                             | 230              |
| 0836        | 08360          | Río Coihue y Río Esperanza                                              | 617              |
| 0836        | 08361          | Río Culenco                                                             | 470              |
| 0836        | 08362          | Río Toboleo Entre Junta Rios Coihue y Esperanza y Río Bio-Bio           | 216              |
| 0836        | 08363          | Río Bio-Bio entre Río Vergara y Río Guaqui                              | 71               |
| 0836        | 08364          | Río Guaqui hasta Río Raninco                                            | 347              |
| 0836        | 08365          | Río Raninco                                                             | 315              |
| 0836        | 08366          | Río Guaqui entre Río Raninco y Río Bio-Bio                              | 343              |
| 0836        | 08367          | Río Bio-Bio entre Río Guaqui y Río Laja                                 | 282              |
| 0837        | 08370          | Desagüe Lago Laja                                                       | 977              |
| 0837        | 08371          | Río Laja entre Desagüe Laja y Río Polcura                               | 208              |
| 0837        | 08372          | Río Polcura Hasta Bajo Río Vallecito (Cuatro Juntas)                    | 237              |
| 0837        | 08373          | Río Polcura Entre Río Vallecito y Bajo Estero Blanquillo                | 390              |
| 0837        | 08374          | Río Polcura Entre Estero Blanquillo y Río Laja                          | 287              |
| 0837        | 08375          | Río Laja Entre Estero Polcura y Río Rucue                               | 410              |
| 0837        | 08376          | Río Rucue                                                               | 241              |
| 0838        | 08380          | Río Laja Entre Río Rucue y Estero Alcapan                               | 216              |
| 0838        | 08381          | Río Laja Entre Arriba Estero Alcapan y Río Caliboro                     | 265              |
| 0838        | 08382          | Río Caliboro                                                            | 336              |
| 0838        | 08383          | Río Laja entre Río Caliboro y Río Claro                                 | 143              |
| 0838        | 08384          | Río Claro Hasta Estero Coihueco                                         | 454              |
| 0838        | 08385          | Río Claro Entre Arriba Estero Coihueco y Río Laja                       | 452              |
| 0838        | 08386          | Río Laja entre Río Claro y Río Bio-Bio                                  | 52               |
| 0839        | 08390          | Río Bio-Bio Entre Río Laja y Bajo Junta Río Gomero                      | 300              |
| 0839        | 08391          | Río Bio-Bio Entre Río Gomero y Estero Quilacoya                         | 238              |
| 0839        | 08392          | Estero Quilacoya                                                        | 371              |
| 0839        | 08393          | Río Bio-Bio Entre Estero Quilacoya y Bajo Estero Hualqui                | 145              |
| 0839        | 08394          | Río Bio-Bio Entre Estero Hualqui y Desembocadura                        | 312              |
| totales:    |                |                                                                         |                  |
| 10          | 71             | Región: VIII - IX ((67 - 33)%) / Tipo: Exorreica / Desemb.: O. Pacífico | 23861 km²        |

La disposición de cuencas en el inventario DARH es la siguiente:
| Código      | Nombre                                        | Código en mapa    | Tipología de cuenca | Vertiente de cuenca | Origen de cuenca  | Temperatura media anual (C°) | Temperatura máxima (C°) | Temperatura mínima (C°) | Precipitación anual (mm) | Número de estaciones fluviométricas | Número de estaciones pluviométricas | Área (km²)        |
| ----------- | --------------------------------------------- | ----------------- | ------------------- | ------------------- | ----------------- | ---------------------------- | ----------------------- | ----------------------- | ------------------------ | ----------------------------------- | ----------------------------------- | ----------------- |
| 0803        | Cuenca Río Biobío                             | Cuenca Río Biobío | Cuenca Río Biobío   | Cuenca Río Biobío   | Cuenca Río Biobío | Cuenca Río Biobío            | Cuenca Río Biobío       | Cuenca Río Biobío       | Cuenca Río Biobío        | Cuenca Río Biobío                   | Cuenca Río Biobío                   | Cuenca Río Biobío |
| 080300      | Río Biobío                                    | 0                 | Exorreica           | Pacífico            | Pluvial           | 11.7                         | 25.7                    | 2.7                     | 1499.2                   | 10                                  | 13                                  | 4912.8            |
| 080301      | Estero Quilacoya                              | 0                 | Exorreica           | Pacífico            | Pluvial           | 12.2                         | 24.7                    | 3.7                     | 1404.4                   | 0                                   | 0                                   | 373.3             |
| 080302      | Río Gomero                                    | 0                 | Exorreica           | Pacífico            | Pluvial           | 12.4                         | 25.3                    | 3.6                     | 1333.9                   | 0                                   | 0                                   | 177.3             |
| 08030300    | Río Laja entre Estero Polcura y Río Rucue     | 30                | Exorreica           | Pacífico            | Pluvial           | 11.5                         | 26.4                    | 1.9                     | 1359.8                   | 25                                  | 3                                   | 1058.1            |
| 0803030000  | Río Claro hasta Estero Coihueco               | 31                | Exorreica           | Pacífico            | Pluvial           | 13.2                         | 26.6                    | 4.1                     | 1171.7                   | 0                                   | 0                                   | 446.3             |
| 0803030001  | Río Caliboro                                  | 32                | Exorreica           | Pacífico            | Pluvial           | 13.0                         | 27.8                    | 3.3                     | 1306.2                   | 2                                   | 0                                   | 359.6             |
| 0803030002  | Río Rucue                                     | 33                | Exorreica           | Pacífico            | Pluvial           | 8.3                          | 23.8                    | -1.0                    | 1505.7                   | 1                                   | 0                                   | 231.7             |
| 0803030003  | Río Polcura entre Estero Las Calas y Río Laja | 34                | Exorreica           | Pacífico            | Pluvial           | 7.6                          | 23.2                    | -2.0                    | 1315.2                   | 0                                   | 0                                   | 270.3             |
| 08030300030 | Río Polcura hasta Estero Las Calas            | 35                | Exorreica           | Pacífico            | Pluvial           | 6.3                          | 21.7                    | -3.6                    | 1096.6                   | 1                                   | 0                                   | 638.1             |
| 0803030004  | Río Laja entre Lago Laja y Río Polcura        | 36                | Exorreica           | Pacífico            | Pluvial           | 7.2                          | 22.8                    | -2.3                    | 1369.2                   | 3                                   | 0                                   | 217.6             |
| 08030300040 | Lago Laja                                     | 37                | Exorreica           | Pacífico            | Pluvial           | 6.7                          | 22.4                    | -3.0                    | 1149.1                   | 1                                   | 2                                   | 967.3             |
| 0803030005  | Río Claro entre Estero Coihueco y Río Laja    | 38                | Exorreica           | Pacífico            | Pluvial           | 13.2                         | 27.0                    | 4.0                     | 1184.8                   | 3                                   | 0                                   | 466.7             |
| 08030400    | Río Guaqui                                    | 39                | Exorreica           | Pacífico            | Pluvial           | 13.1                         | 28.0                    | 3.5                     | 1258.8                   | 1                                   | 1                                   | 655.0             |
| 0803040000  | Río Rarinco                                   | 40                | Exorreica           | Pacífico            | Pluvial           | 12.6                         | 27.9                    | 2.8                     | 1297.3                   | 0                                   | 0                                   | 343.6             |
| 08030500    | Río Duqueco                                   | 41                | Exorreica           | Pacífico            | Pluvial           | 10.4                         | 25.9                    | 0.9                     | 1416.0                   | 2                                   | 2                                   | 1016.0            |
| 0803050000  | Río Coreo                                     | 42                | Exorreica           | Pacífico            | Pluvial           | 11.8                         | 27.2                    | 2.1                     | 1363.1                   | 0                                   | 1                                   | 210.4             |
| 0803050001  | Río Canicura                                  | 43                | Exorreica           | Pacífico            | Pluvial           | 9.3                          | 24.8                    | -0.0                    | 1597.4                   | 0                                   | 0                                   | 169.0             |
| 0803050003  | Río Dimilhue                                  | 44                | Exorreica           | Pacífico            | Pluvial           | 10.1                         | 25.6                    | 0.8                     | 1627.2                   | 0                                   | 0                                   | 107.0             |
| 0803050004  | Río Arilahuen                                 | 45                | Exorreica           | Pacífico            | Pluvial           | 11.6                         | 27.0                    | 2.0                     | 1422.7                   | 0                                   | 0                                   | 139.1             |
| 08030600    | Río Bureo entre Río Mulchén y Río Biobío      | 46                | Exorreica           | Pacífico            | Pluvial           | 12.9                         | 28.1                    | 3.4                     | 1274.6                   | 0                                   | 0                                   | 444.3             |
| 0803060000  | Río Bureo entre Río Pichibureo y Río Mulchén  | 47                | Exorreica           | Pacífico            | Pluvial           | 11.9                         | 27.2                    | 2.5                     | 1482.1                   | 1                                   | 0                                   | 236.9             |
| 08030600000 | Río Bureo y Estero Pichibureo                 | 48                | Exorreica           | Pacífico            | Pluvial           | 9.2                          | 24.5                    | 0.3                     | 1981.5                   | 0                                   | 1                                   | 323.3             |
| 0803060001  | Río Mulchén hasta junta Río Bureo             | 49                | Exorreica           | Pacífico            | Pluvial           | 11.0                         | 26.2                    | 1.9                     | 1652.0                   | 1                                   | 2                                   | 426.9             |
| 08030700    | Río Vergara                                   | 50                | Exorreica           | Pacífico            | Pluvial           | 12.4                         | 26.8                    | 3.2                     | 1225.8                   | 2                                   | 0                                   | 516.5             |
| 0803070000  | Río Renaico                                   | 51                | Exorreica           | Pacífico            | Pluvial           | 10.4                         | 25.6                    | 1.4                     | 1823.8                   | 2                                   | 1                                   | 956.6             |
| 08030700000 | Río Mininco                                   | 52                | Exorreica           | Pacífico            | Pluvial           | 11.0                         | 25.8                    | 2.0                     | 1592.9                   | 1                                   | 1                                   | 573.3             |
| 0803070001  | Río Malleco                                   | 53                | Exorreica           | Pacífico            | Pluvial           | 10.8                         | 25.5                    | 1.8                     | 1582.2                   | 3                                   | 3                                   | 530.8             |
| 08030700010 | Río Niblinto                                  | 54                | Exorreica           | Pacífico            | Pluvial           | 8.5                          | 23.8                    | -0.1                    | 2243.7                   | 0                                   | 0                                   | 109.6             |
| 0803070002  | Río Huequén                                   | 55                | Exorreica           | Pacífico            | Pluvial           | 11.5                         | 25.9                    | 2.5                     | 1297.8                   | 0                                   | 2                                   | 498.3             |
| 0803070003  | Río Ricoiquén                                 | 56                | Exorreica           | Pacífico            | Pluvial           | 8.2                          | 21.2                    | 0.3                     | 1493.4                   | 0                                   | 1                                   | 219.3             |
| 0803070004  | Río Rehue                                     | 57                | Exorreica           | Pacífico            | Pluvial           | 11.7                         | 25.7                    | 2.9                     | 1167.4                   | 2                                   | 0                                   | 937.5             |
| 08030800    | Río Toboleo                                   | 58                | Exorreica           | Pacífico            | Pluvial           | 12.7                         | 26.7                    | 3.5                     | 1310.2                   | 0                                   | 0                                   | 49.6              |
| 0803080000  | Río Culenco                                   | 59                | Exorreica           | Pacífico            | Pluvial           | 11.6                         | 24.7                    | 3.1                     | 1425.5                   | 0                                   | 0                                   | 482.7             |
| 0803080001  | Río Nicudahue                                 | 60                | Exorreica           | Pacífico            | Pluvial           | 11.7                         | 25.3                    | 2.9                     | 1358.1                   | 1                                   | 0                                   | 176.6             |
| 08030800010 | Río Esperanza                                 | 61                | Exorreica           | Pacífico            | Pluvial           | 9.0                          | 21.8                    | 0.9                     | 1482.7                   | 0                                   | 0                                   | 391.7             |
| 08030800011 | Río Maitenrehue                               | 62                | Exorreica           | Pacífico            | Pluvial           | 9.7                          | 23.1                    | 1.3                     | 1416.4                   | 0                                   | 0                                   | 224.2             |
| 080309      | Río Lirquén                                   | 0                 | Exorreica           | Pacífico            | Pluvial           | 10.8                         | 26.3                    | 1.5                     | 1738.6                   | 2                                   | 1                                   | 178.1             |
| 080310      | Río Quilme                                    | 0                 | Exorreica           | Pacífico            | Pluvial           | 10.4                         | 25.9                    | 1.1                     | 1923.0                   | 0                                   | 0                                   | 98.2              |
| 080311      | Río Huequecura                                | 0                 | Exorreica           | Pacífico            | Pluvial           | 8.9                          | 24.5                    | -0.3                    | 1769.9                   | 0                                   | 1                                   | 345.0             |
| 080312      | Río Lomín                                     | 0                 | Exorreica           | Pacífico            | Pluvial           | 7.3                          | 23.1                    | -2.2                    | 1330.5                   | 0                                   | 0                                   | 748.6             |
| 08031300    | Río Queuco hasta junta Río Biobío             | 63                | Exorreica           | Pacífico            | Pluvial           | 8.6                          | 24.4                    | -0.6                    | 1786.7                   | 0                                   | 0                                   | 420.2             |
| 0803130000  | Río Queuco hasta bajo junta Río Niremetun     | 64                | Exorreica           | Pacífico            | Pluvial           | 7.4                          | 23.2                    | -2.2                    | 1360.0                   | 0                                   | 0                                   | 573.7             |
| 080314      | Río Pangue                                    | 0                 | Exorreica           | Pacífico            | Pluvial           | 7.5                          | 23.1                    | -1.8                    | 1674.4                   | 1                                   | 0                                   | 158.1             |
| 080315      | Río Lolco                                     | 0                 | Exorreica           | Pacífico            | Pluvial           | 7.8                          | 23.4                    | -1.2                    | 1760.3                   | 0                                   | 0                                   | 362.9             |
| 080316      | Río Villucura                                 | 0                 | Exorreica           | Pacífico            | Pluvial           | 8.2                          | 23.7                    | -0.7                    | 2003.6                   | 0                                   | 0                                   | 291.3             |
| 080317      | Río Rahue                                     | 0                 | Exorreica           | Pacífico            | Pluvial           | 7.3                          | 23.2                    | -2.2                    | 1144.8                   | 0                                   | 0                                   | 382.3             |
| 080318      | Río Lonquimay                                 | 0                 | Exorreica           | Pacífico            | Pluvial           | 8.1                          | 23.7                    | -0.9                    | 1629.7                   | 1                                   | 1                                   | 467.2             |
| 080319      | Río Liucura                                   | 0                 | Exorreica           | Pacífico            | Pluvial           | 7.1                          | 22.9                    | -2.5                    | 858.5                    | 0                                   | 1                                   | 449.4             |

## Hidrología

La red de ríos del Biobío es una de las más extensas de Chile.

### Red hidrográfica
Los cuerpos de agua considerados en esta categoría son:

### Caudales y régimen
Para la descripción del régimen del Biobío es necesario dividir la cuenca en sectores:: 91–92 
1. la subcuenca Alta del Biobío que abarca desde el nacimiento del río Bío Bío hasta antes de la junta con el río Lirquén, incluyendo el río Lonquimay, tiene un régimen pluvio – nival con grandes crecidas en julio y noviembre, producto de precipitaciones y deshielos respectivamente. El período de estiaje ocurre en el trimestre enero, febrero, marzo, debido a que las precipitaciones son bastante bajas y al uso de agua para el riego.
2. la subcuenca media del Biobío, que comprende desde antes de la junta del río Lirquén hasta la junta con el río Vergara, incluyendo los afluentes Bureo, Mulchén, Lirquén y Duqueco, tiene un régimen pluvial, salvo el cauce principal que mantiene un régimen pluvio – nival. El período de estiaje es común a toda la subcuenca y se observa en el trimestre enero-marzo, debido a las bajas precipitaciones y al uso intensivo de agua para riego.
3. la subcuenca baja del Biobío, que comprende desde la junta con el río Vergara hasta su estuario en el océano Pacífico, incluyendo el río Nicodahue, tiene un régimen pluvial con grandes crecidas en junio y julio, y bajos caudales en el trimestre enero-marzo, debido a las bajas precipitaciones estivales y al uso del agua para riego.
4. la subcuenca del Vergara, abarca la hoya hidrográfica del río Vergara y sus afluentes, que son los ríos Malleco, Mininco y Renaico, tiene un régimen netamente pluvial, con grandes crecidas en junio, julio y agosto. El período de estiaje, común a toda la subcuenca, ocurre en el trimestre enero-marzo, debido a las bajas precipitaciones y al uso de agua para riego.
5. la subcuenca del Laja que abarca al área drenada por el río Laja y sus afluentes, ríos Rucue y Claro tiene un régimen netamente pluvial, con grandes crecidas en junio y julio, producto a precipitaciones invernales. Los menores caudales ocurren en el trimestre enero-marzo, debido principalmente al uso intensivo de agua para riego.

### Glaciares
El inventario público de glaciares de Chile 2022 consigna un total de 148 glaciares en la cuenca, de los cuales 52 no tienen nombre. El área total cubierta es de 25,007 km² y se estima el volumen de agua almacenada en los glaciares en 0,679 km³. El inventario de 2014 nombraba 7 importantes glaciares: Cerro de las Minas, Volcán Antuco, Sierra Velluda, Volcán Copahue, Volcán Callaqui, Volcán Tolhuaca y Volcán Lonquimay.: 40 

## Balance hídrico

Brecha hídrica en 25 importantes cuencas de Chile.

Para tener una aproximación a nivel de cuenca (casos locales no están reflejados) del consumo comparado con la disponibilidad de agua, se define como:
Siguiendo intrincadas definiciones del consumo y la demanda que consideran aguas superficiales, subterráneas, flujos mínimos de sustentabilidad, y consumos que no son devueltos al cauce original, todo ello según normas de organizaciones internacionales, se han clasificado los resultados en cuatro casos:: 29 
- Brecha hídrica alta, se consume más del 40% del agua disponible: existe fuerte presión sobre el recurso hídrico y una urgencia máxima para el ordenamiento de la oferta y la demanda. En estos casos la baja disponibilidad de agua es un factor limitador del desarrollo económico.
- Brecha hídrica media, se consume entre el 20% y el 40% del agua disponible: existe presión sobre el recurso hídrico que debe ser ordenada, establecer prioridades, optimizar su uso y proteger los ecosistemas, también mediante inversiones.
- Brecha hídrica moderada, se utiliza entre 10% y 20% del agua disponible, la disponibilidad de agua es un factor limitador del desarrollo.
- Brecha hídrica baja, se utiliza menos del 10% de la oferta, no se experimentan presones importantes sobre el recurso hídrico.

Aplicada esta clasificación a la cuenca del río Biobío, el estudio estima una brecha hídrica baja con un uso del 1% del agua disponible.: 80 

## Clima

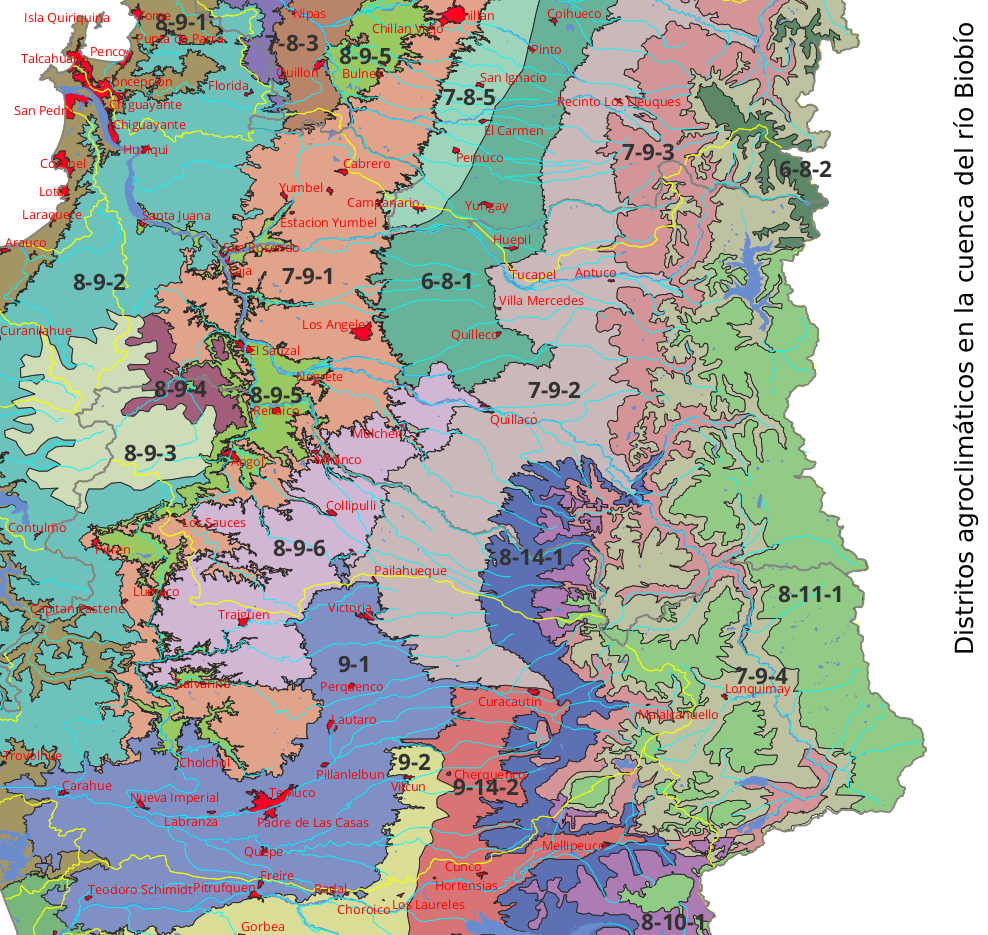
Distritos agroclimáticos en la cuenca del río Biobío según el Atlas agroclimático de Chile. Ciudades en rojo, límites de cuencas en amarillo, masas de agua en azul claro sin bordes negros.

El Atlas agroclimático de Chile distingue catorce distritos con clima homogéneo en la cuenca:
- 8-9-1 Templado cálido supratermal con régimen de humedad sub húmedo seco (Csb2Shs) con temperaturas entre un máximo de enero de 22,5 °C y un mínimo de julio de 5,7 °C. Tiene un promedio de 297 días consecutivos libres de heladas. En el año se registra un promedio de 3 heladas. El período de temperaturas favorables a la actividad vegetativa dura 9 meses. Registra anualmente 1.185 días grado y 443 horas de frío acumuladas hasta el 31 de julio. La precipitación media anual es de 1.135 mm y un período seco de 5 meses, con un déficit hídrico de 465 mm/año. El período húmedo dura 5 meses durante los cuales se produce un excedente hídrico de 464 mm.
- 8-9-2 Templado cálido supratermal con régimen de humedad sub húmedo húmedo (Csb2Shh) con temperaturas entre un máximo de enero de 25,1 °C y un mínimo de julio de 5,8 °C. Tiene un promedio de 304 días consecutivos libres de heladas. En el año se registra un promedio de 4 heladas. El período de temperaturas favorables a la actividad vegetativa dura 9 meses. Registra anualmente 1.266 días grado y 452 horas de frío acumuladas hasta el 31 de julio. La precipitación media anual es de 1.587 mm y un período seco de 4 meses, con un déficit hídrico de 475 mm/año.El período húmedo dura 6 meses durante los cuales se produce un excedente hídrico de 882 mm.
- 8-9-3 Templado cálido supratermal con régimen de humedad húmedo con tendencia mediterránea (Csb2fs) con temperaturas entre un máximo de enero de 25,7 °C y un mínimo de julio de 6,3 °C. Tiene un promedio de 339 días consecutivos libres de heladas. En el año se registra un promedio de 2 heladas. El periodo de temperaturas favorables a la actividad vegetativa dura 9 meses. Registra anualmente 1.236 días grado y 398 horas de  rio acumuladas hasta el 31 de julio. La precipitación media anual es de 2.248 mm y un periodo seco de 2 meses, con un déficit hídrico de 302 mm/año. El período húmedo dura 7 meses durante los cuales se produce un excedente hídrico de 1.430 mm.
- 8-9-4 Templado cálido supratermal con régimen de humedad sub húmedo húmedo (Csb2Shh) con temperaturas entre un máximo de enero de 27,7 °C (máx de 28,4 °C y mín de 26,9 °C dentro del distrito) y un mínimo de julio de 5,3 °C (máx de 5,6 °C y mín de 4,7 °C dentro del distrito). Tiene un promedio de 264 días consecutivos libres de heladas. En el año se registra un promedio de 6 heladas.El período de temperaturas favorables a la actividad vegetativa dura 9 meses. Registra anualmente 1.424 días grado y 592 horas de frío acumuladas hasta el 31 de julio. La precipitación media anual es de 1.772 mm y un período seco de 4 meses, con un déficit hídrico de 458 mm/año.El período húmedo dura 7 meses durante los cuales se produce un excedente hídrico de 990 mm.
- 7-9-1 Templado cálido supratermal con régimen de humedad sub húmedo seco (Csb2Shs) con temperaturas entre un máximo de enero de 29,5 °C (máx de 30,8 °C y mín de 24,6 °C dentro del distrito) y un mínimo de julio de 3,5 °C (máx de 5,4 °C y mín de 2,9 °C dentro del distrito). Tiene un promedio de 211 días consecutivos libres de heladas. En el año se registra un promedio de 17 heladas. El período de temperaturas favorables a la actividad vegetativa dura 9 meses. Registra anualmente 1.606 días grado y 949 horas de frío acumuladas hasta el 31 de julio. La precipitación media anual es de 1.035 mm y un período seco de 5 meses, con un déficit hídrico de 789 mm/año. El período húmedo dura 5 meses durante los cuales se produce un excedente hídrico de 446 mm.
- 8-9-6 Templado cálido mesotermal con régimen de humedad sub húmedo seco (Csb1Shs) con temperaturas entre un máximo de enero de 26 °C y un mínimo de julio de 4,1 °C. Tiene un promedio de 214 días consecutivos libres de heladas. En el año se registra un promedio de 12 heladas. El período de temperaturas favorables a la actividad vegetativa dura 7 meses. Registra anualmente 1.219 días grado y 899 horas de frío acumuladas hasta el 31 de julio. La precipitación media anual es de 1.133 mm y un período seco de 5 meses, con un déficit hídrico de 662 mm/año. El período húmedo dura 5 meses durante los cuales se produce un excedente hídrico de 525 mm.
- 7-9-2 Templado cálido mesotermal con régimen de humedad sub húmedo húmedo (Csb1Shh) con temperaturas entre un máximo de enero de 26,8 °C (máx de 29,4 °C y mín de 22,9 °C dentro del distrito) y un mínimo de julio de 3,8 °C (máx de 3,9 °C y mín de 1,9 °C dentro del distrito). Tiene un promedio de 175 días consecutivos libres de heladas. En el año se registra un promedio de 23 heladas. El periodo de temperaturas favorables a la actividad vegetativa dura 7 meses. Registra anualmente 1.123 días grado y 1.101 horas de frio acumuladas hasta el 31 de julio. La precipitación media anual es de 1.884 mm y un periodo seco de 4 meses, con un déficit hídrico de 528 mm/año. El período húmedo dura 7 meses durante los cuales se produce un excedente hídrico de 1.065 mm.
- 6-8-1 Templado cálido mesotermal con régimen de humedad Sub Húmedo Seco (Csb1Shs) con temperaturas entre un máximo de enero de 28,7 °C (máx de 29,7 °C y mín de 27,5 °C dentro del distrito) y un mínimo de julio de 3,4 °C (máx de 4,2 °C y mín de 2,7 °C dentro del distrito). Tiene un promedio de 196 días consecutivos libres de heladas. En el año se registra un promedio de 23 heladas. El período de temperaturas favorables a la actividad vegetativa dura 7 meses. Registra anualmente 1.433 días grado y 1.023 horas de frío acumuladas hasta el 31 de julio. La precipitación media anual es de 1.393 mm y un período seco de 5 meses, con un déficit hídrico de 693 mm/año. El período húmedo dura 5 meses durante los cuales se produce un excedente hídrico de 700 mm.
- 7-8-5 Templado cálido supratermal con régimen de humedad sub húmedo seco (Csb2Shs) con temperaturas entre un máximo de enero de 29,1 °C (máx de 29,9 °C y mín de 27,4 °C dentro del distrito) y un mínimo de julio de 3,5 °C (máx de 4,2 °C y mín de 2,9 °C dentro del distrito). Tiene un promedio de 211 días consecutivos libres de heladas. En el año se registra un promedio de 20 heladas. El período de temperaturas favorables a la actividad vegetativa dura 9 meses. Registra anualmente 1.535 días grado y 949 horas de frío acumuladas hasta el 31 de julio. La precipitación media anual es de 1.137 mm y un período seco de 5 meses, con un déficit hídrico de 846 mm/año. El período húmedo dura 5 meses durante los cuales se produce un excedente hídrico de 528 mm.
- 8-14-1 Templado cálido mesotermal con régimen de humedad per húmedo (Cfb1pH) con temperaturas entre un máximo de enero de 22,8 °C (máx de 25,4 °C y mín de 17,5 °C dentro del distrito) y un mínimo de julio de 3 °C (máx de 3,4 °C y mín de -0,2 °C dentro del distrito). Tiene un promedio de 135 días consecutivos libres de heladas. En el año se registra un promedio de 38 heladas. El periodo de temperaturas favorables a la actividad vegetativa dura 7 meses Registra anualmente 735 días grado y 1.402 horas de frio acumuladas hasta el 31 de julio. La precipitación media anual es de 2.544 mm y un periodo seco de 0 meses, con un déficit hídrico de 156 mm/año. El período húmedo dura 8 meses durante los cuales se produce un excedente hídrico de 1.618 mm.
- 7-9-3 Templado cálido mesotermal con régimen de humedad sub húmedo húmedo (Csb1Shh) con temperaturas entre un máximo de enero de 23,1 °C (máx de 26 °C y mín de 18 °C dentro del distrito) y un mínimo de julio de 0,9 °C (máx de 2,7 °C y mín de -2,2 °C dentro del distrito). Tiene un promedio de 0 días consecutivos libres de heladas. En el año se registra un promedio de 96 heladas.El período de temperaturas favorables a la actividad vegetativa dura 5 meses. Registra anualmente 644 días grado y 1.717 horas de frío acumuladas hasta el 31 de julio. La precipitación media anual es de 2.333 mm y un período seco de 4 meses, con un déficit hídrico de 472 mm/año.El período húmedo dura 7 meses durante los cuales se produce un excedente hídrico de 1.408 mm.
- 7-9-4 Templado frío con régimen de humedad húmedo con tendencia mediterránea (Cfcfs) con temperaturas entre un máximo de enero de 19,7 °C (máx de 23 °C y mín de 15 °C dentro del distrito) y un mínimo de julio de -1,1 °C (máx de 1,1 °C y mín de -3 °C dentro del distrito). Tiene un promedio de 0 días consecutivos libres de heladas. En el año se registra un promedio de 191 heladas.El período de temperaturas favorables a la actividad vegetativa dura 3 meses. Registra anualmente 370 días grado y 1.794 horas de frío acumuladas hasta el 31 de julio. La precipitación media anual es de 2.470 mm y un período seco de 2 meses, con un déficit hídrico de 253 mm/año. El período húmedo dura 7 meses durante los cuales se produce un excedente hídrico de 1.435 mm.
- 8-11-1 Clima de Tundra (ET) con temperaturas entre un máximo de enero de 14,3 °C y un mínimo de julio de -3,2 °C. Tiene un promedio de 0 días consecutivos libres de heladas. En el año se registra un promedio de 291 heladas. El período de temperaturas favorables a la actividad vegetativa dura 0 meses. Registra anualmente 130 días grado y 1.800 horas de frío acumuladas hasta el 31 de julio. La precipitación media anual es de 3.114 mm y un período seco de 0 meses, con un déficit hídrico de 127 mm/año. El período húmedo dura 9 meses durante los cuales se produce un excedente hídrico de 2.251 mm.
- 6-8-2 Tundra (ET) con temperaturas entre un máximo de enero de 14,1 °C (máx de 19,4 °C y mín de 5 °C dentro del distrito) y un mínimo de julio de -4,6 °C (máx de -1,6 °C y mín de -9 °C dentro del distrito). Tiene un promedio de 0 días consecutivos libres de heladas. En el año se registra un promedio de 295 heladas. El período de temperaturas favorables a la actividad vegetativa dura 0 meses. Registra anualmente 125 días grado y 1.800 horas de frío acumuladas hasta el 31 de julio. La precipitación media anual es de 2.356 mm y un período seco de 4 meses, con un déficit hídrico de 501 mm/año. El período húmedo dura 7 meses durante los cuales se produce un excedente hídrico de 1.464 mm.

|  |  |  |

Los diagramas Walter Lieth muestran con un área azul los periodos en que las precipitaciones sobrepasan la cantidad de agua que el calor del sol evapora en el mismo lapso de tiempo, (un promedio de 10 °C mensuales evaporan 20 mm de agua caída) dejando un clima húmedo. Por el contrario, las zonas amarillas indican que durante ese tiempo el agua caída puede ser evaporada por el calor del sol. El área gris señala meses muy húmedos.

## Actividades económicas
La participación regional de la cuenca en producto interno bruto de Chile fue entre los año 1990 y 1997 de un 8,1%. En comparación, el de Santiago fue del 39,6% y el de Valparaíso de un 7,8%.: 23 
Existen problemas debido a la falta de una Junta de Vigilancia de las aguas del río, sobre todo entre los usuarios "río arriba", que tiene el primer acceso, y los de "río abajo", pero también entre sectores hidroeléctricos y agrícola versus sector turismo.: 235 

### Turismo
En la zona alta del Biobío están habilitadas zonas para la práctica de ráfting y kayak, atrayendo a gran número de deportistas europeos y estadounidenses.

### Agricultura

Sistema de riego Laja-Diguillín.

### Generación de energía eléctrica
Toda la cuenca se inserta en el área de abastecimiento del Sistema Interconectado Central (SIC) de Chile y cuenta con varias centrales hidroeléctricas.
| Central Hidroeléctrica | Aguas                                                                             | Tipo de central                                                      |
| ---------------------- | --------------------------------------------------------------------------------- | -------------------------------------------------------------------- |
| Laja                   | Río Laja                                                                          | De pasada                                                            |
| Abanico                | Lago Laja, río Laja y esteros Cipreses y Turbunleo                                | Pasada y regulación interanual si se utilizan recursos del Lago Laja |
| El Toro                | Lago Laja y río Polcura                                                           | De regulación interanual                                             |
| Antuco                 | Ríos Polcura, Laja y Pichipolcura y de los esteros Malalcura, Cipreses y el Toro. | De pasada con regulación horaria.                                    |
| Pangue                 | Río Biobío                                                                        | Regulación estacional                                                |
| Ralco                  | Río Biobío                                                                        | Regulación estacional                                                |
| Mampil                 | Río Duqueco                                                                       | De pasada                                                            |
| Peuchén                | Río Duqueco                                                                       | De pasada                                                            |
| Rucúe                  | Ríos Laja y Rucue                                                                 | De pasada                                                            |

### Actividad industrial
En el año 1996 existían 50 empresas que demandaban agua para sus procesos productivos y el 98 % de ellas eran productoras de celulosa, el resto se dedicaba a productos lácteos, teñidos de cueros e impresos. En el sector de la cuenca entre el río Malleco y el Vergara (0835) las industrias requieren un gasto de 1000 l/s, entre los ríos Vergara y Laja la demanda es de 4000 l/s. Aguas abajo del río Claro, la industria del petróleo y derivados requiere un consumo de 11.300 l/s.: 37 

## Contaminación
En un informe de la Universidad de Chile sobre la situación de los ríos de Chile en 1999 se reporta que:: 86 
En las cuencas Río Bío Bío-Río Malleco en Collipulli, las principales fuentes de contaminación son las descargas de aguas servidas, los derrames e infiltración de pesticidas y otros compuestos utilizados en la agricultura, la industria cecinera, la industria de la celulosa, las agroindustrias, la industria textil, las refinerías de petróleo y la industria de la construcción.
En la cuenca se vierten en promedio 870 l/s de aguas servidas sin haber recibido tratamiento alguno.

## Áreas bajo protección oficial y conservación de la biodiversidad
Las Áreas bajo Protección Oficial pertenecientes al Sistema Nacional de Áreas Silvestres Protegidas por el Estado (SNASPE) que se emplazan en la cuenca corresponden a:: 30 
- Parque nacional Laguna del Laja
- Parque nacional Nahuelbuta
- Reserva nacional Ñuble
- Reserva nacional Malleco
- Reserva nacional Malalcahuello
- Reserva nacional Ralco
- Laguna Galletué
- Reserva nacional Nalcas
- Reserva nacional Alto Biobío

La superficie total abarcada por estas áreas es de 139.500 Ha aproximadamente, equivalentes al 6% de la superficie total de la cuenca.
En esta cuenca las áreas de Conservación de la Biodiversidad corresponden a:
- Quebrada Caramávida
- Fundo Nonguén
- Río Polcura
- Alto Biobío (comuna)
- Fundo Villacura

El Plan Nacional de Protección de humedales prevé la protección del humedal desembocadura del río Biobío.: 29 

## Normas secundarias de calidad ambiental para la protección de las aguas continentales superficiales de la cuenca
El Ministerio del Medio Ambiente de Chile, en cumplimiento de las obligaciones que le impone la Ley Sobre Bases Generales del Medio Ambiente, estableció las normas secundarias de calidad ambiental (en adelante NSCA) para la cuenca del río Biobío.
El texto de la ley promulgada el 2 de marzo de 2015, con los límites exigidos, lugares y frecuencias de medición, etc, puede ser vista en línea desde NSCA para la cuenca del río Biobío.
La promulgación de estas normas para la cuenca constituye la culminación de un largo proceso en que inciden aspectos legales, comunitarios, económicos, ecológicos, de infraestructura y científicos. La metodología usada, para el caso de la cuenca del río Huasco, puede ser vista en Norma Secundaria de Calidad Ambiental para las aguas superficiales de la cuenca del río Huasco.